# Исидор II Ксанфопул
Патриарх Исидор II Ксанфопул (греч. Πατριάρχης Ισίδωρος Β΄ Ξανθόπουλος; ум. 31 марта 1462, Константинополь) — епископ Константинопольской православной церкви, Патриарх Константинопольский с 1456 по 1462 год.

## Биография
Исидор стал монахом, а затем иеромонахом в монастыре Ксанфопулон в Константинополе, в итоге стал его настоятелем (отсюда именование Ксанфопулос). Вместе с Геннадием Схоларием участвовал в Ферраро-Флорентийском соборе и был одним из подписавших протест против унии.
После изгнания Геннадия Схолария стал его преемником. Избрание было одобрено султаном Мехмедом II, и в 1456 году Исидор был рукоположен в сан епископа в церкви Богородицы Паммакаристы. В 1461 константинопольская церковь потеряла московскую митрополию. Занимал патриарший престол вплоть до своей смерти.